# Albanië op het Junior Eurovisiesongfestival
Albanië is een van de deelnemende landen aan het Junior Eurovisiesongfestival.

## Geschiedenis
Albanië deed in 2012 voor het eerst mee aan het Junior Eurovisiesongfestival. Igzidora Gjeta eindigde als laatste. In 2013 besloot Albanië niet deel te nemen aan het festival wegens financiële redenen en een wijziging in het organigram van de omroep. Twee jaar later, in 2015, deed Albanië in Bulgarije opnieuw mee aan het festival. Het nummer Dambaje van Mishela Rapo eindigde op een vijfde plaats met 93 punten. In 2016 nam het land ook deel, ditmaal met Klesta Qehaja met Besoj. Albanië eindigde toen 13de, net als het jaar daarop, waar Ana Kodra met het nummer Don't touch my tree met 67 punten dertiende werd, ondanks dat ze laatste werden met de online voting.
De jaren daarna verliepen ook niet spetterend voor Albanië: zowel Efi Gjika (2018) als Isea Çili (2019) konden geen potten breken en eindigden zeventiende. Vervolgens werd de weg naar boven stilletjes aan terug gevonden. Anna Gjebrea finishte in 2021 op de veertiende plaats en een jaar later deed Kejtlin Gjata nog twee plaatsen beter. In 2023 behaalde Viola Gjyzeli een tweede top 10 notering voor Albanië door met haar lied Bota ime op de achtste plaats te eindigen. Nog een jaar later deed Nikol Çabeli er nog een schepje bovenop door op de zevende plaats te eindigen met het lied Vallëzoj. Voor het tweede jaar op rij eindigde Albanië zelfs vijfde bij de jury's, maar zakte het land door de online stemmen. Het was tevens de eerste keer dat Albanië in twee opeenvolgende edities bij de beste tien wist te finishen.

## Albanese deelnames
| Jaar | Artiest        | Titel                      | Plaats | Punten | Taal               |
| ---- | -------------- | -------------------------- | ------ | ------ | ------------------ |
| 2012 | Igzidora Gjeta | Kam një këngë vetëm për ju | 12     | 35     | Albanees           |
| 2015 | Mishela Rapo   | Dambaje                    | 5      | 93     | Albanees en Engels |
| 2016 | Klesta Qehaja  | Besoj                      | 13     | 38     | Albanees en Engels |
| 2017 | Ana Kodra      | Don't touch my tree        | 13     | 67     | Albanees en Engels |
| 2018 | Efi Gjika      | Barbie                     | 17     | 44     | Albanees en Engels |
| 2019 | Isea Çili      | Mikja ime fëmijëria        | 17     | 36     | Albanees           |
| 2021 | Anna Gjebrea   | Stand by you               | 14     | 84     | Albanees en Engels |
| 2022 | Kejtlin Gjata  | Pakëz diell                | 12     | 94     | Albanees           |
| 2023 | Viola Gjyzeli  | Bota ime                   | 8      | 115    | Albanees           |
| 2024 | Nikol Çabeli   | Vallëzoj                   | 7      | 126    | Albanees           |
| 2025 | Kroni Pula     | Fruta perime               |        |        | Albanees           |

| Kleur | Betekenis      |
| ----- | -------------- |
|       | Eerste plaats  |
|       | Tweede plaats  |
|       | Derde plaats   |
|       | Laatste plaats |
|       | Gastland       |

## Gegeven en gekregen punten
| Plaats | Land            | Punten |
| ------ | --------------- | ------ |
| 1      | Georgië         | 60     |
| 2      | Armenië         | 57     |
| 3      | Noord-Macedonië | 55     |
| 4      | Italië          | 50     |
| 5      | Frankrijk       | 47     |

| Plaats | Land            | Punten |
| ------ | --------------- | ------ |
| 1      | Ierland         | 41     |
| 1      | Italië          | 41     |
| 3      | Armenië         | 31     |
| 4      | Noord-Macedonië | 28     |
| 5      | Malta           | 24     |

## Twaalf punten
(Een vetgedrukte editie betekent dat het land die editie won.)
| Aantal | Land                | Edities                      |
| ------ | ------------------- | ---------------------------- |
| 3      | Georgië             | 2016 (J), 2017 (J), 2024 (J) |
| 2      | Malta               | 2015, 2016 (K)               |
| 1      | Frankrijk           | 2018 (J)                     |
| 1      | Italië              | 2022 (J)                     |
| 1      | Noord-Macedonië     | 2021 (J)                     |
| 1      | Spanje              | 2019 (J)                     |
| 1      | Verenigd Koninkrijk | 2023 (J)                     |
| 1      | Zweden              | 2012                         |

| Aantal | Land         | Edities  |
| ------ | ------------ | -------- |
| 1      | Azerbeidzjan | 2012     |
| 1      | Italië       | 2015     |
| 1      | Portugal     | 2023 (J) |

2012 · 2013-2014 · 2015 · 2016 · 2017 · 2018 · 2019 · 2020 · 2021 · 2022 · 2023 · 2024